# Mohamed Ali Mahjoubi
Mohamed Ali Mahjoubi (arab. ‏محمد علي المحجوبي‎; ur. 28 grudnia 1966 w Tunisie) – tunezyjski piłkarz występujący na pozycji obrońcy. 

## Kariera klubowa
Mahjoubi karierę rozpoczynał w 1984 roku w zespole AS Marsa. W 1990 roku zdobył z nim Puchar Tunezji. Graczem Marsy był przez siedem lat. W 1991 roku przeszedł do niemieckiego Eintrachtu Brunszwik, grającego w 2. Bundeslidze. W lidze tej zadebiutował 5 sierpnia 1991 roku w zremisowanym 1:1 pojedynku z Herthą BSC. Przez dwa lata w barwach Eintrachtu rozegrał 66 spotkań i zdobył 9 bramek.
W 1993 roku Mahjoubi wrócił do Tunezji, gdzie został graczem klubu ES Tunis. W 1994 roku zdobył z nim mistrzostwo Tunezji, a także wygrał Afrykańską Ligę Mistrzów. W 1995 roku zdobył z nim natomiast Superpuchar Afryki. W 1996 roku zakończył karierę.

## Kariera reprezentacyjna
W reprezentacji Tunezji Mahjoubi zadebiutował w 1985 roku. W 1988 roku wziął udział w Letnich Igrzyskach Olimpijskich, które piłkarze Tunezji zakończyli na fazie grupowej. W 1994 roku został powołany do kadry na Puchar Narodów Afryki. Zagrał na nim w meczach z Mali (0:2) oraz Zairem (1:1), a Tunezja odpadła z turniej po fazie grupowej.
W latach 1985-1995 w drużynie narodowej Mahjoubi rozegrał 82 spotkania i zdobył 15 bramek.